# AIBO
AIBO, (Artificial Intelligence Robot, робот вештачке интелигенције, другар на јапанском) је серија робо-љубимаца које дизајнира и производи компанија Сони (Sony). Сони је најавио прототип робота средином 1998. Први модел је представљен у мају 1999. Нови модели су пуштани сваке године до 2005. Иако је већина модела имала псећи изглед, друге инспирације су укључивале младунце лава и само је задња ERS-7 верзија експлицитно била "пас робот". Уметник Хаџиме Сорајама је ангажован да креира почетне дизајне за AIBO-а.
AIBO роботи се користе у многим филмовима, музичким спотовима и рекламним кампањама као футуристичке иконе.
AIBO одговара на више од 100 гласовних команди и разговара на тонском језику.

## Прототипови
Сони је приказао неколико прототипова. Међу првим моделима били су роботи који су личили на инсекте са шест ногу. У Сонијевом саопштењу за новине прототип из 1998. је сличан онима из прве генерације. Разлике укључују употребу PC-картице за меморију уместо меморијског стика, употреба две батерије као и могућност коришћења 2-точкашког модула уместо ногу.

## Модели

### Прва генерација

#### ЕRS 110
Први комерцијални AIBO изгледом налик на пса. Ограничење производа било је 3000 за Јапан и 2000 за САД. Модел је распродат за само 20 минута након сто је постао доступан на интернету. Добио је награду Good Design Award Grand Prize.

#### ERS 111
Побољшана верзија оригиналног AIBO-a, у почетку објављен у новембру 1999. као лимитицирано издање модела. Свих 3000 примерака распродано је у року од 17 секунди од пуштања у продају.

### Друга генерација

#### ЕRS 210
Овај модел има изглед младунчета лава и оригинални дизајн из ERS-110. Висок је 28cm i težak 1.5kg. Može da izdrži 1.5h neprekidnog rada. 

#### ERS-311B/312B, ERS-311B / X
Модел који омогућава Bluetooth комуникацију

### Трећа генерација

#### ERS-7
Овај AIBO сматра се врхунцем серије. Представља први модел који је експлицитно био робо-пас, доступан у белој боји. Последњи модел је ERS-7M3.

#### QRIO
QRIO је робот људског обличја осмишљен као наследник AIBO-a. Користи исту базу R-CODE и Aperios operativni sistem.

## Хардвер
Иницијални хардвер AIBO-a ERS-110 укључује 64-обитни RISC процесор,16 мегабајта RAM-a, сензоре осетљиве на додир, говорник и погоне. Како се серија развијала, додато је више сензора и погона. WI-FI је био доступан као додатак следећим генерацијама AIBO-a. Трећа и последња генерација AIBO-a, ERS-7 има вишеструке сензоре у глави и телу, грудни сензор и WI-FI. 

## Софтвер
Сви AIBO роботи долазе у пакету са AIBOLife софтвером који роботу даје личност, способност да хода, „види” своју околину преко камере и препознаје изговорене команде (на енглеском, шпанском и јапанском). Звуке за AIBO је програмирао јапански Дј Nobukazu Takemura спајањем механичких и органских делова. Звуке за ERS-7 дизајнирао је Masaya Matsuura, јапански музичар и дизајнер игрица.

## Aperios и Open-R
Aperios је оперативни систем у власништву компаније Сони који се користи у свим AIBO и QRIO роботима као и у другим уређајима. Aperios OS је био намењен за широку употребу зато што је користио револуционарну могућност за управљање вишеструким аудио и видео подацима истовремено у реалном времену. Оперативни систем није широко прихваћен и 2003. је Сони престао да га развија.
OPEN-R је архитектура намењена за роботе за забаву. Архитектура подразумева употребу модуларних хардверских компоненти, као што су додаци који се могу лако скинути и заменити да би се променио облик и функција робота, и модуларне софтверске компоненте које могу да се измене да би се променило њихово понашање и обрасци кретања.

## AIBOware
Код прве и друге генерације AIBO-a могу се уочити различити софтверски пакети. AIBOware је назив за софтвер који се налази на меморијском стику и омогућава да робот „одрасте”, пређе из фазе штенета у одраслу јединку притом пролазећи кроз различите фазе развоја док власник ступа у интеракцију с њим. Explorer AIBOware омогућава власницима да комуницирају са потпуно зрелим роботом који је у стању да разуме 100 гласовних команди. Без AIBOware роботи би могли да изводе само основне радње.
Трећа генерација ERS-7 има искључиво „Mind” софтвер који укључује могућности AIBOLife и других AIBOware пакета. „Mind” софтвер закође укључује процесе спајања што омогућава ERS-7 да се самостално напуни. Надоградња у „Mind2” укључује плејер за забаву и Wi-Fi сигнал повезан са компјутером. Надоградње у „Mind3” укључују говор и самостално мапирање собе.
AIBO-ов визуелни систем користи SIFT алгоритам да би препознао станице за пуњење. Визуелни софтвер је имплементација ERVision софтвера фирме Evolution Robotics.
Значајнији AIBOware Software
| Назив                     | Опис                                                                             | Модели који га подржавају |
| ------------------------- | -------------------------------------------------------------------------------- | ------------------------- |
| AIBO Custom Manager       | Дозвољава корисницима да учитају Mind са различитим звуцима, играма и гласовима. | ERS-7                     |
| AIBO Entertainment Player | Дозвољава да PC конектован на WiFi са даљине контролише AIBO Mind.               | ERS-7                     |

## AIBO Software Development Environment
У почетку је програмирање вршено у оквиру Сонија и организација које су учествовале на Robocup. Касније су корисници коришћењем обрнутог инжењеринга развили властити софтвер који ради заједно са AIBOware-ом. Примертаквог софтвера је „DiscoAibo” који омогућава да робот куца плеше. Иако се Сони опирао, под притиском корисника временом је пустио у употребу сет програмерских алатки за некомерцијалну употребу. На крају су се издвојиле три софтверска алата R-CODE, OPEN-R SDK и AIBO Remote Framework, познате под називом AIBO Software Development Environment. Све три алатке су се могле бесплатно download-овати и користити за комерцијалне и некомерцијалне сврхе (осим OPEN-R SDK који се могао користити само у некомерционалне сврхе).

## AIBO у образовању
AIBO се у значајној мери користи у образовању. Постојали су курсеви засновани на AIBO платформи који се односе на моделе перцепције, спознаје и акција за решавање проблема. Посматран је као јефтина платформа за образовање и истраживање у области вештачке интелигенције зато што обједињује рачунар и визуелни систем у пакету који је много јефтинији од класичних робота који су изучавани.